# آفرینگان رپیتون
آفرینگان رَپیتوَن دعایی است به هنگام نیمروز. در ایران قدیم هفت ماه از سال، یعنی از آغاز فروردین ماه تا آخر مهرماه تابستان به شمار می‌آمد. این دعا برای خشنودی رپیتون ایزد تابستان بود. به گفتهٔ بندهش در فصل ۲۵، رپیتون هفت ماه تابستان را به روی زمین بسر می‌برد، پس باید در آغاز و انجام تابستان، فرود و بدرود او را یادآور شوند و درود و سپاس به جای آوردند. چنان‌که انتظار می‌رود بایستی در هرمزدروز از فروردین ماهِ، و در انیران‌روز از مهرماه که نخستین و پسین روز تابستان بزرگ هستند آفرینگان رپیتون خواند و مراسم سپاس بجای آورد. اما زرتشتیان ایران در خرداد روز از فروردین ماه، یعنی در ششم این ماه و در اسپندروز از مهرماه، یعنی در بیست و نهم این ماه جشن رپیتون می‌گیرند زیرا خرداد روز از فروردین ماه روز بسیار شریفی است، و بنا به مندرجات ابوریحان بیرونی نوروز بزرگ ایرانیان است. پارسیان هند اردیبهشت روز از فروردین ماه، یعنی سوم این ماه را جشن رپیتون اختیار کرده‌اند زیرا که امشاسپند اردیبهشت که جهان نگهبان آتش است و پاسبانی روز سوم ماه سپرده به اوست با رپیتون ایزد تابستان که به زمین گرما می‌بخشد و پس از زمستان به کالبد افسردهٔ گیتی دیگر باره جان می‌دهد، ارتباط و مناسبتی دارد.